# Robert Urquhart
Robert "Roy" Elliott Urquhart (ur. 28 listopada 1901 w Shepperton, zm. 13 grudnia 1988 w Menteith) – brytyjski oficer, generał major, dowódca 1. Dywizji Powietrznodesantowej podczas operacji Market Garden.

## Życiorys
Urquhart uczęszczał do Królewskiej Akademii Wojskowej w Sandhurst zanim został powołany do Highland Light Infantry w 1920 roku. Gdy stacjonował na Malcie ze swoim batalionem, zaprzyjaźnił się z aktorem Davidem Nivenem (późniejszym zdobywcą Oscara).
Urquhart służył w Indiach przez pierwsze lata II wojny światowej. Pozostał tam do roku 1941, kiedy został wysłany do Afryki Północnej, a następnie mianowany na stanowisko oficera sztabu w 3. Dywizji w Wielkiej Brytanii. W latach 1941 i 1942, został awansowany na podpułkownika i dowodził 2. batalionem piechoty lekkiej księcia Kornwalii do roku 1943, kiedy to został powołany na stanowisko oficera sztabu w 51 Dywizji Piechoty, która stacjonowała w Afryce Północnej. Przez krótki czas dowodził brytyjską 231 Brygadą Piechoty, który walczyła na Sycylii.
Do 1944 roku był wyższym oficerem XII Korpusu. Jednak w tym roku, powierzono mu dowodzenie 1 Dywizją Powietrznodesantową. Jego dawny dowódca (generał-major G. F. Hopkinson) został zabity we Włoszech, a jego następca, generał brygady Eric Down został przeniesiony do Indii. Jak na ironię, Urquhart był skłonny do choroby powietrznej i nigdy nie był członkiem ani nie dowodził jednostką powietrzną. Chociaż był nowicjuszem operacji powietrznodesantowych, dowodził dywizją podczas operacji Market Garden we wrześniu 1944 roku i został zrzucony w Arnhem w Holandii w celu zabezpieczenia przeprawy przez Ren. Jego dywizja walczyła bez wsparcia przeciwko II Korpusowi Pancernemu SS przez 9 dni. Odnosiła coraz bardziej dotkliwe straty, rozpaczliwie walcząc o utrzymanie kurczącego się obwodu obronnego, dopóki nie otrzymała rozkazu do wycofania resztek oddziału w dniu 25 września. W ciągu tych dziewięciu dni ciężkich walk oddział stracił ponad trzy czwarte swojej siły. Rozbita dywizja została wycofana do Wielkiej Brytanii i już nie wzięła udziału w II wojnie światowej. Został odznaczony Medalem Brązowego Lwa za dowodzenie.
Po zakończeniu wojny pracował na kilku stanowiskach sztabowych na Malajach podczas toczącego się tam powstania. Po odejściu z armii w 1955 roku został kierownikiem w przemyśle stalowym, emerytowanym w 1970 roku. W 1958 roku napisał książkę o bitwie o Arnhem.
W filmie O jeden most za daleko gen. Urquharta zagrał Sean Connery.